# Mas Roqueta (Argentona)
El Mas Roqueta és una masia d'Argentona (Maresme) protegida com a Bé Cultural d'Interès Local.

## Descripció
Masia fruit de la unió de dues construccions de diferents èpoques. A tramuntana una masia amb teulada a dues vessants. Tan sols es conserva el baixant d'una teulada, amb dos cossos perpendiculars a la façana, i un pis. Destaca molt el portal d'arc de mig punt amb 11 dovelles, i una llinda incorporada a la paret amb la data 1687. A l'interior tan sols es conserven dos portals de pedra, un en la planta baixa i l'altre al pis. Aquesta masia està unida a una construcció del segle xix de planta baixa i dos pisos.
El subsòl també està protegit amb la fitxa Q2-08 del Catàleg de patrimoni arquitectònic, arqueològic, paisatgístic i ambiental.